# Передвідвал
Передвідвал (рос. передотвал, англ. front dump, initial spoil heap, нім. Vorkippe f) – передовий насип, висота якого менша за висоту основного відвалу. 
Влаштовується поперед останнього з метою розміщення устаткування, підвищення стійкості відвалу та ін.